# مرکور هتل
مرکور هتل (انگلیسی: Mercure Hotel) شرکت مهمان‌نوازی فرانسوی است، که در سال ۱۹۷۳ تأسیس شد.